# Brent Spiner
Brent Jay Spiner (Houston, 2. veljače 1949.) je američki glumac najpoznatiji po ulozi kapetana korvete Date u serijalu Zvjezdane staze.

## Karijera

### Film
- 1980.: Stardust Memories
- 1989.: Miss Firecracker
- 1994.: Corrina, Corrina
- 1996.: Zvjezdane staze.: Nova generacija
- 1996.: Dan nezavisnosti
- 1996.: Zvjezdane staze.: Prvi kontakt
- 2000.: Čovječe, gdje mi je auto?
- 2001.: Dating Service
- 2003.: Ja sam Sam
- 2004.: Avijatičar

### TV
- Poručnik Data u Zvjezdane staze.: Nova generacija